# Never Forget You (chanson de Mariah Carey)
Pour les articles homonymes, voir Never Forget You.
Never Forget You est une chanson de R&B/pop écrite par la chanteuse américaine Mariah Carey et Babyface. Elle a été produite par Mariah Carey, Babyface et Daryl Simmons pour le troisième album de M. Carey, Music Box (1993). Reçu très moyennement par la critique musicale, c'est un succès.

## Accueil
Cette chanson est un titre pop et un slow jam, publié en 1993 sur l'album, Music Box, marqué par la collaboration de  Mariah Carey et Babyface. Il raconte la fin d'une histoire d'amour. Plusieurs critiques trouvent ce titre banal, ainsi que les paroles : « Non, je ne t'oublierai jamais/ Je ne te laisserai jamais sortir de mon cœur/ Tu seras toujours là avec moi/ Je m'accrocherai à tes souvenirs, bébé »,. Mais c'est un succès public. Never Forget You est l'une des chansons les plus performantes produites par Mariah Carrey et Babyface dans les années 1990. Succès des radios urbaines américaines, Never Forget You atteint par exemple le haut du palmarès sur  Radio & Records.